# Trachysomus hydaspes
Trachysomus hydaspes är en skalbaggsart som beskrevs av Dillon 1946. Trachysomus hydaspes ingår i släktet Trachysomus och familjen långhorningar.
Artens utbredningsområde är:
- Guyana.
- Surinam.

Inga underarter finns listade i Catalogue of Life.